# Llista d'episodis de Gran Nord
La sèrie de televisió catalana Gran Nord va constar de dues temporada amb tretze episodis cadascuna. Es va estrenar a Catalunya el 7 de maig de 2012.

## Temporades
| Temporada | Temporada | Episodis | Estrena a Catalunya | Final                | Final |
| --------- | --------- | -------- | ------------------- | -------------------- | ----- |
|           | 1         | 13       | 7 de maig de 2012   | 30 de juliol de 2012 |       |
|           | 2         | 13       | 29 d'abril de 2013  | 22 de juliol de 2013 |       |

## Llista d'episodis

### Primera temporada
| Episodi | #  | Títol                   | Director                   | Guió | Emissió              |  |
| --- | -- | ----------------------- | -------------------------- | --- | -------------------- |  |
| |    |                         |                            | |                      |  |
| 1 | 1  | Els grans canvis        | Jesús Font                 | Coordinació de guió: Guillem Martínez Guió: Guillem Martínez                                                    | 7 de maig de 2012    |  |
| L'Anna, una jove inspectora dels Mossos d'Esquadra, amb un brillant expedient i un futur prometedor, però amb un caràcter obstinat i un acusat sentit de la justícia, és traslladada a una vall de muntanya als Pirineus a causa d'un enfrontament amb els seus superiors. El lloc, Nord, és molt especial. |    |                         |                            | |                      |  |
| |    |                         |                            | |                      |  |
| 2 | 2  | Cal cavaller            | Jesús Font                 | Coordinació de guió: Guillem Martínez Guió: Guillem Martínez                                                    | 14 de maig de 2012   |  |
| L'Anna té problemes a casa. És inhabitable i, a més, el Quico hi irromp a qualsevol hora de la nit. S'ha de buscar ajuda per arreglar-la i aconseguir un pany a prova del Quico. Si és que existeix... Però els habitants de Nord estan ocupats amb altres afers. I és que l'alcaldessa de Fogony està a punt de vendre's la còpia original del "Llibre de privilegis"...                                                                            |    |                         |                            | |                      |  |
| |    |                         |                            | |                      |  |
| 3 | 3  | Els beneits             | Jesús Font                 | Coordinació de guió: Guillem Martínez Guió: Pepe Coira, Daniel Domínguez, Toni Álvaro, Joan Antoni Martín Piñol | 21 de maig de 2012   |  |
| Nord s'enfronta a un poder forà: una asseguradora. Un barceloní ha tingut un petit accident amb el cotxe als carrers de Nord, però ningú està disposat a pagar. Excepte el Sisquet, que no acaba de veure clar si els cotxes poden sentir el dolor. Els problemes del Sisquet -i de l'Anna- començaran quan la mossa es posi en contacte amb una assistenta social...                                                                                |    |                         |                            | |                      |  |
| |    |                         |                            | |                      |  |
| 4 | 4  | La línia                | María Almagro              | Coordinació de guió: Guillem Martínez Guió: Pepe Coira, Daniel Domínguez, Toni Álvaro                           | 28 de maig de 2012   |  |
| Arriba el temps de la sega de l'herba dels prats. I com cada any, tornen les disputes entre l'Ermengol i el Cullera -un habitant de la comarca amb molt mala fama- pel repartiment de l'herba del prat de la línia. L'Anna i el Pep proven de posar-hi pau, però la situació es complica de tal manera que no tindran més remei que recórrer a les solucions particulars del "Llibre de privilegis".                                                 |    |                         |                            | |                      |  |
| |    |                         |                            | |                      |  |
| 5 | 5  | La roba d'encantats     | María Almagro              | Coordinació de guió: Guillem Martínez Guió: Pepe Coira, Daniel Domínguez, Joan Antoni Martín Piñol              | 4 de juny de 2012    |  |
| Nord es trasbalsa per l'arribada d'una antiga habitant del poble: la mestra de l'escola. Però no es tracta d'una alegria desinteressada, sinó de la ràbia cap a una família que, segons creu tothom, posseeix una peça de roba d'encantats, una roba que, segons la llegenda, permet al seu propietari no ser mai ni ric ni pobre, una roba que Nord considera que pertany a tots els habitants del poble.                                           |    |                         |                            | |                      |  |
| |    |                         |                            | |                      |  |
| 6 | 6  | La cuita del sol        | Jesús Font                 | Coordinació de guió: Guillem Martínez Guió: Guillem Martínez, Pepe Coira, Daniel Domínguez                      | 11 de juny de 2012   |  |
| Ha arribat l'esdeveniment esportiu de l'any a Nord: la cuita del sol. Un cursa d'alta muntanya en què els corredors empaiten el sol muntanya amunt. Una cursa en què no només hi ha en joc un premi en metàl·lic, sinó una rivalitat llegendària amb Sud, els veïns de l'altre costat de la frontera. Una cursa amb la qual el Pep podrà demostrar als seus pares -de visita a Nord-, als seus veïns i a ell mateix qui és en realitat...            |    |                         |                            | |                      |  |
| |    |                         |                            | |                      |  |
| 7 | 7  | Els morts que caminen   | Jesús Font                 | Coordinació de guió: Guillem Martínez Guió: Pepe Coira, Daniel Domínguez, Joan Antoni Martín Piñol              | 18 de juny de 2012   |  |
| L'Anna assegura haver conegut mossèn Pasqual, el mossèn de Nord, però la Margarida li diu que no pot ser perquè és mort. Mossèn Pasqual havia robat diners a l'Ajuntament de Fogony i al bisbat. Això encén l'Anna, que se sent enganyada pel mossèn i, amb el Pep, corre a detenir-lo. Això posa en estat de revolta Nord, que, malgrat no haver trepitjat l'església de fa anys, guarda un gran respecte i estima per al mossèn.                   |    |                         |                            | |                      |  |
| |    |                         |                            | |                      |  |
| 8 | 8  | La cigalera             | María Almagro              | Coordinació de guió: Guillem Martínez Guió: Pepe Coira, Daniel Domínguez, Joan Antoni Martín Piñol              | 25 de juny de 2012   |  |
| Aquesta vegada és la Comissió de Fronteres la que sacseja Nord perquè vol passar a França "La cigalera", que és on es troba la deu d'aigua i les nabisseres amb què fan el seu apreciat licor de nabius. A més, "La cigalera" és on el Quico, conegut com "l'estanquer", guarda tot el seu carregament de tabac de contraban. Però no tothom està enfadat. El Manolo, la Margarida i el François, un dels membre de la comissió, tenen altres plans. |    |                         |                            | |                      |  |
| |    |                         |                            | |                      |  |
| 9 | 9  | El forat dels encantats | María Almagro              | Coordinació de guió: Guillem Martínez Guió: Pepe Coira, Daniel Domínguez, Toni Álvaro                           | 2 de juliol de 2012  |  |
| Aquesta vegada la Margarida per fi ha aconseguit diners per fer la reivindicada carretera de Nord, però els veïns del poble ho viuen amb desgana, i a sobre està prevista la construcció d'un pont al riu, damunt d'un paratge anomenat el Forat dels Encantats, un paratge on anaven tots els nens de Nord de totes les generacions a jugar, a berenar i a tirar pedres.                                                                            |    |                         |                            | |                      |  |
| |    |                         |                            | |                      |  |
| 10 | 10 | La segona oportunitat   | Jesús Font                 | Coordinació de guió: Guillem Martínez Guió: Toni Álvaro                                                         | 9 de juliol de 2012  |  |
| Un fet inusual trenca la pau de les nits del Gran Nord: un camió circula de forma temerària, atemorint persones i ramats amb el xisclet del seu clàxon i el rugit del seu motor. L'Anna, el Pep i l'Estadella inicien una sèrie de rondes nocturnes per atrapar al camioner fantasma. El que troben no té res a veure amb una llegenda urbana, però és tant o més sorprenent...                                                                      |    |                         |                            | |                      |  |
| |    |                         |                            | |                      |  |
| 11 | 11 | El riu de la vida       | Jesús Font                 | Coordinació de guió: Guillem Martínez Guió: Pepe Coira, Daniel Domínguez, Joan Antoni Martín Piñol              | 16 de juliol de 2012 |  |
| L'Ermengol fa un descobriment que provoca que el poble es rebel·li contra la Margarida. L'alcaldessa ha presentat Fogony com candidata als mundials de piragüisme en aigües braves amb fotografies del tram del riu de Nord. |    |                         |                            | |                      |  |
| |    |                         |                            | |                      |  |
| 12 | 12 | La Gran Victòria        | Jesús Font                 | Coordinació de guió: Guillem Martínez Guió: Pepe Coira, Daniel Domínguez, Toni Álvaro                           | 23 de juliol de 2012 |  |
| Cada any es disputa una partida de botifarra que enfronta la millor parella de Nord i la millor de Fogony. Hi ha un pot acumulat de milers d'euros. Aquest any, però, pot passar de tot, ja que Nord necessita una nova parella. L'Ermengol està més pendent d'altres assumptes que de la botifarra, i el company de la Margarida està detingut per fuga, robatori i conducció temerària...                                                          |    |                         |                            | |                      |  |
| |    |                         |                            | |                      |  |
| 13 | 13 | Jacobus Dixit           | Jesús Font i María Almagro | Coordinació de guió: Guillem Martínez Guió: Guillem Martínez, Àngel Colom                                       | 30 de juliol de 2012 |  |
| A pocs dies de la commemoració dels 25 anys de la unificació de Fogony i Nord, en Joan i en Pep descobreixen un cadàver dins una cova. La identitat del mort i un valuós missatge que duu amb ell canviaran el passat, el present i el futur del Gran Nord i els seus habitants. |    |                         |                            | |                      |  |
| |    |                         |                            | |                      |  |

### Segona temporada
| Episodi | #  | Títol                      | Director      | Guió                                                                 | Emissió              |  |
| --- | -- | -------------------------- | ------------- | -------------------------------------------------------------------- | -------------------- |  |
| |    |                            |               |                                                                      |                      |  |
| 14 | 1  | Retorn a Nord              | Jesús Font    | Coordinació de guió: Guillem Martínez Guió: Guillem Martínez         | 29 d'abril de 2013   |  |
| L'Anna ha recuperat la seva antiga vida a Barcelona: casos complexos i acció al carrer. A Nord, tothom va de bòlit ultimant tots els detalls abans de convertirse en estat independent. Però ella no en vol saber res. I en Quico tampoc. Per això baixa a Barcelona, s'instal·la a casa la Laura i s'ofereix a ajudar l'Anna en el cas que està investigant. Això sí, ell també té un favor per demanar...                                                                                     |    |                            |               |                                                                      |                      |  |
| |    |                            |               |                                                                      |                      |  |
| 15 | 2  | El secret de la moixernera | Jesús Font    | Coordinació de guió: Guillem Martínez Guió: Toni Álvaro              | 6 de maig de 2013    |  |
| Pocs dies abans del tradicional concurs de pastissos, Nord es queda sense llum. Arreglar la vella turbina, és clar, no és tan senzill. És una feina per al Cavaller Protector, però l'Anna pretén renunciar al càrrec. Com que això tampoc és tan senzill, haurà de llegir el Llibre amb profunditat. I potser descobreix que ser Cavaller comporta més privilegis que obligacions. |    |                            |               |                                                                      |                      |  |
| |    |                            |               |                                                                      |                      |  |
| 16 | 3  | Un formatge anomenat destí | Jesús Font    | Coordinació de guió: Guillem Martínez Guió: Joan Antoni Martín Piñol | 13 de maig de 2013   |  |
| L'Ermengol i el Cullera tenen una baralla pendent des de petits. Tothom ho sap i ho espera. El dia que el Consell busca solucions al problema de la sequera, el debat s'encén i la caixa dels trons es destapa. L'Estadella i el Pep han d'intervenir-hi. Poc es pensen que fer-ho els canviarà la vida... Paral·lelament, el 'cavaller fosc' i el seu intrèpid ajudant busquen la manera de tornar l'aigua a Nord, però la situació econòmica dels seus veïns és pitjor del que podia semblar. |    |                            |               |                                                                      |                      |  |
| |    |                            |               |                                                                      |                      |  |
| 17 | 4  | El sentit de la vida       | María Almagro | Coordinació de guió: Guillem Martínez Guió: Xavier Díaz, Núria Soto  | 20 de maig de 2013   |  |
| Una nova xarxa de contraban opera al Gran Nord a les ordres d'una tal Ma Baker. L'Anna i el Pep inicien una vigilància de 24 hores diàries a un pis de Fogony que pot estar vinculat amb el cas. Paral·lelament, el Pep procurarà esmenar el seu error a la formatgeria i l'Anna planejarà intervenir en la misteriosa relació entre el Cullera i la seva germana. |    |                            |               |                                                                      |                      |  |
| |    |                            |               |                                                                      |                      |  |
| 18 | 5  | Goodbye Danny!             | María Almagro | Coordinació de guió: Guillem Martínez Guió: Toni Álvaro              | 27 de maig de 2013   |  |
| El campament d'indignats instal·lat a la plaça de l'Ajuntament de Fogony no té cap intenció de marxar. Els antiavalots vindran aviat per desallotjar-los. A Nord, en canvi, estan de festa: avui tornen el Danny i l'Esther, una parella que van combatre amb els últims maquis del Pirineu. La seva última missió, un assalt frustrat a Fogony, pot tenir, més de 50 anys després, una segona oportunitat.                                                                                     |    |                            |               |                                                                      |                      |  |
| |    |                            |               |                                                                      |                      |  |
| 19 | 6  | Un bon futur               | María Almagro | Coordinació de guió: Guillem Martínez Guió: Joan Antoni Martín Piñol | 3 de juny de 2013    |  |
| El professor Gassman veu el futur. O això diu ell. En una actuació a Ca la Rita, vaticina que la Frederica tindrà un segon nen, que Nord viurà moments molts durs a causa del Manolo, que un cavall té la solució als problemes del Pep o que l'amor trucarà a la porta de l'Ermengol. Però el Gran Gassman no només endevina el futur. També és capaç de canviar el passat... |    |                            |               |                                                                      |                      |  |
| |    |                            |               |                                                                      |                      |  |
| 20 | 7  | No ho sap ningú            | Jesús Font    | Coordinació de guió: Guillem Martínez Guió: Toni Álvaro, Roger Coma  | 10 de juny de 2013   |  |
| Mentre les turistes italianes Sabrina i Agostina encara ronden per Nord, dues noves visites arriben per complicar encara més les coses. La Núria, la germana de l'Anna, amb una visió de la vida i de l'amor que ho farà trontollar tot. I en Felip, el marxant de la Frederica, amb una proposta professional i personal difícils de rebutjar. A més, un habitant de Nord anuncia que marxa. I potser no serà l'únic de fer-ho.                                                                |    |                            |               |                                                                      |                      |  |
| |    |                            |               |                                                                      |                      |  |
| 21 | 8  | El dia de la bèstia        | Jesús Font    | Coordinació de guió: Guillem Martínez Guió: Àngel Colom, Martí Lucas | 17 de juny de 2013   |  |
| El Consell de Nord es reuneix per vetar una nova i insensata proposta d'obra pública de la Margarida. Però el Manolo se les empesca perquè la votació tingui un defecte de forma: en Pep ha votat sense ser ciutadà de ple dret. Per convertir-s'hi, i aturar així els plans de la Margarida i el seu aliat secret, haurà de matar una bèstia grossa. Tot plegat, només dos dies abans que el president de la Generalitat faci la seva primera visita oficial a Fogony.                         |    |                            |               |                                                                      |                      |  |
| |    |                            |               |                                                                      |                      |  |
| 22 | 9  | Energia per a no res       | María Almagro | Coordinació de guió: Guillem Martínez Guió: Toni Álvaro              | 24 de juny de 2013   |  |
| La vella discoteca de Nord torna a obrir les portes. El grup de joves respon amb entusiasme i es passa les nits ballant i els dies dormint. Als més veterans del poble, en canvi, aquell lloc els recorda una vella història que no va acabar bé. La Reina de la Disco n'és la protagonista, però... qui és aquesta dona misteriosa? |    |                            |               |                                                                      |                      |  |
| |    |                            |               |                                                                      |                      |  |
| 23 | 10 | Els minairons              | María Almagro | Coordinació de guió: Guillem Martínez Guió: Àngel Colom, Martí Lucas | 1 de juliol de 2013  |  |
| L'Anna i el Pep investiguen un robatori en una botiga de queviures de Fogony. Malgrat que a simple vista sembla una criaturada, els habitants del Gran Nord creuen que pot tractar-se de minairons, uns éssers petits que viuen en un canut i que estan obligats a complir les ordres del seu amo. Durant la investigació, però, els Mossos estan a punt d'enxampar un contrabandista massa confiat, fet que obligarà a la xarxa de Ma Baker a prendre decisions dràstiques.                    |    |                            |               |                                                                      |                      |  |
| |    |                            |               |                                                                      |                      |  |
| 24 | 11 | La prova                   | Jesús Font    | Coordinació de guió: Guillem Martínez Guió: Joan Antoni Martín Piñol | 8 de juliol de 2013  |  |
| La Tanja se sap totes les històries de Nord. Però mai no explica les seves. I això que en té moltes. Com la seva gran història d'amor amb el noi rebel de Nord, l'Oriol Sisquella. Quan l'Oriol apareix a Nord amb l'enèsim ram de flors robat, la Tanja li posa un ultimàtum: o aconsegueix estar-se 24 hores sense robar res o no acceptarà sortir amb ell. Sens dubte, serà el dia més insòlit de les seves vides.                                                                           |    |                            |               |                                                                      |                      |  |
| |    |                            |               |                                                                      |                      |  |
| 25 | 12 | La mort de Quico           | María Almagro | Coordinació de guió: Guillem Martínez Guió: Toni Álvaro              | 15 de juliol de 2013 |  |
| El Quico no es troba bé. En contra de la seva voluntat, l'Anna i la Dra. Rodés l'obliguen a quedar-se a casa. Fins que el Joan i la Frederica, que són a França en un funeral força singular, el truquen per demanar-li ajuda. Paral·lelament, els mossos es preparen pel tradicional partit de futbol contra la Gendarmerie. Un partit que ningú vol jugar i que començarà amb una altra trucada d'auxili...                                                                                   |    |                            |               |                                                                      |                      |  |
| |    |                            |               |                                                                      |                      |  |
| 26 | 13 | El compromís               | Jesús Font    | Coordinació de guió: Guillem Martínez Guió: Guillem Martínez         | 22 de juliol de 2013 |  |
| L'Anna i l'Ermengol no acaben de concretar la seva relació i els habitants de Nord els animen a fer la Mostra del Compromís, un ritual molt antic per ajudar les parelles a encetar el seu camí. Però l'arribada de "lo Catxador", un home que porta totes les dones de bòlit, posarà la parella en perill. La Margarida, però, té un pla per fer que tot surti bé. Donarà resultat? |    |                            |               |                                                                      |                      |  |
| |    |                            |               |                                                                      |                      |  |